# Cingônio Varrão
Cingônio Varrão (em latim: Cingonius Varro; m. 68) foi um político romano do final do século I. Depois do assassinato do prefeito urbano Lúcio Pedânio Segundo, em 61, ele propôs uma medida para expulsar todos os libertos da Itália, mas fracassou.
Era um cônsul designado para o ano de 69, mas, em 68, escreveu um discurso para o ambicioso prefeito pretoriano Ninfídio Sabino para ser lido para a Guarda Pretoriana. Furioso, Galba ordenou que ele fosse executado.